# Cerepașînți, Kalînivka
Cerepașînți (în ucraineană Черепашинці) este o comună în raionul Kalînivka, regiunea Vinnița, Ucraina, formată numai din satul de reședință.

## Demografie
Componența lingvistică a satului Cerepașînți
     Ucraineană (98,73%)
     Rusă (1,21%)
     Alte limbi (0,06%)
Conform recensământului din 2001, majoritatea populației satului Cerepașînți era vorbitoare de ucraineană (98,73%), existând în minoritate și vorbitori de rusă (1,21%).